# Osiedle Polanka (Poznań)
Osiedle Polanka (wcześniej: Polanka) – osiedle mieszkaniowe położone w prawobrzeżnej części Poznania na Łacinie w obrębie jednostki pomocniczej miasta Osiedle Rataje, granicząca z Osiedlem Tysiąclecia na wschodzie, Maltą na północy, Piotrowem na zachodzie i Świętym Rochem na południowym zachodzie.

## Zabudowa
Zabudowa Osiedla Polanka koncentruje się wokół ulic: Polanka, Katowickiej, Zabrzańskiej i Okólnej. W większości składa się z bloków wielorodzinnych, postawionych w końcu XX i początku XXI wieku przez różnych inwestorów (głównie TBS-y i jednego z ważniejszych deweloperów poznańskich – spółkę Ataner). Dzielnica koncentruje się wokół niewielkiego rynku z fontanną. Dominantą założenia jest punktowiec mieszkalny w rejonie przystanku tramwajowego Polanka.

## Historia
Tereny te (Malta, Komandoria i okolice) od XII wieku należały do kawalerów maltańskich. W granice miasta włączono je w 1925. W tych latach powstała tu Fabryka Papieru Malta.
Osiedle zbudowano częściowo na terenie dawnej fabryki sprzętu rolniczego Agroma (obecnie całkowicie rozebranej). Jednym z pierwszych budynków na osiedlu był komisariat Policji – Nowe Miasto.
W początkach XXI w., na południowy wschód od Polanki powstało Osiedle Zielony Taras, a na północ, w 2009, ukończono dużą Galerię Malta.

## Centrum Sportowe Ataner
Na osiedlu znajduje się Centrum Sportowe Ataner – ośrodek rekreacyjno-sportowy, położony przy ulicy Katowickiej 95. Centrum zostało wybudowane w dniu 21 maja 2008 przez firmę Ataner. Korzystać z niego mogą właściciele i najemcy lokali położonych przy ulicy Katowickiej, na Osiedlu Polanka.

### Elementy kompleksu
- dwa korty tenisowe,
- dwa boiska piłkarskie,
- kręgielnia z czterema torami,
- plac zabaw dla dzieci,
- bilard,
- piłkarzyki,
- oraz sala gimnastyczna.

### Dane kompleksu
| Powierzchnia zabudowy | Powierzchnia całkowita | Powierzchnia boisk | Powierzchnia placów zabaw | Kubatura obiektu |
| --------------------- | ---------------------- | ------------------ | ------------------------- | ---------------- |
| 901,8 m²              | 4814,0 m²              | 1655,0 m²          | 133,2 m²                  | 4660,44 m²       |

### Galeria

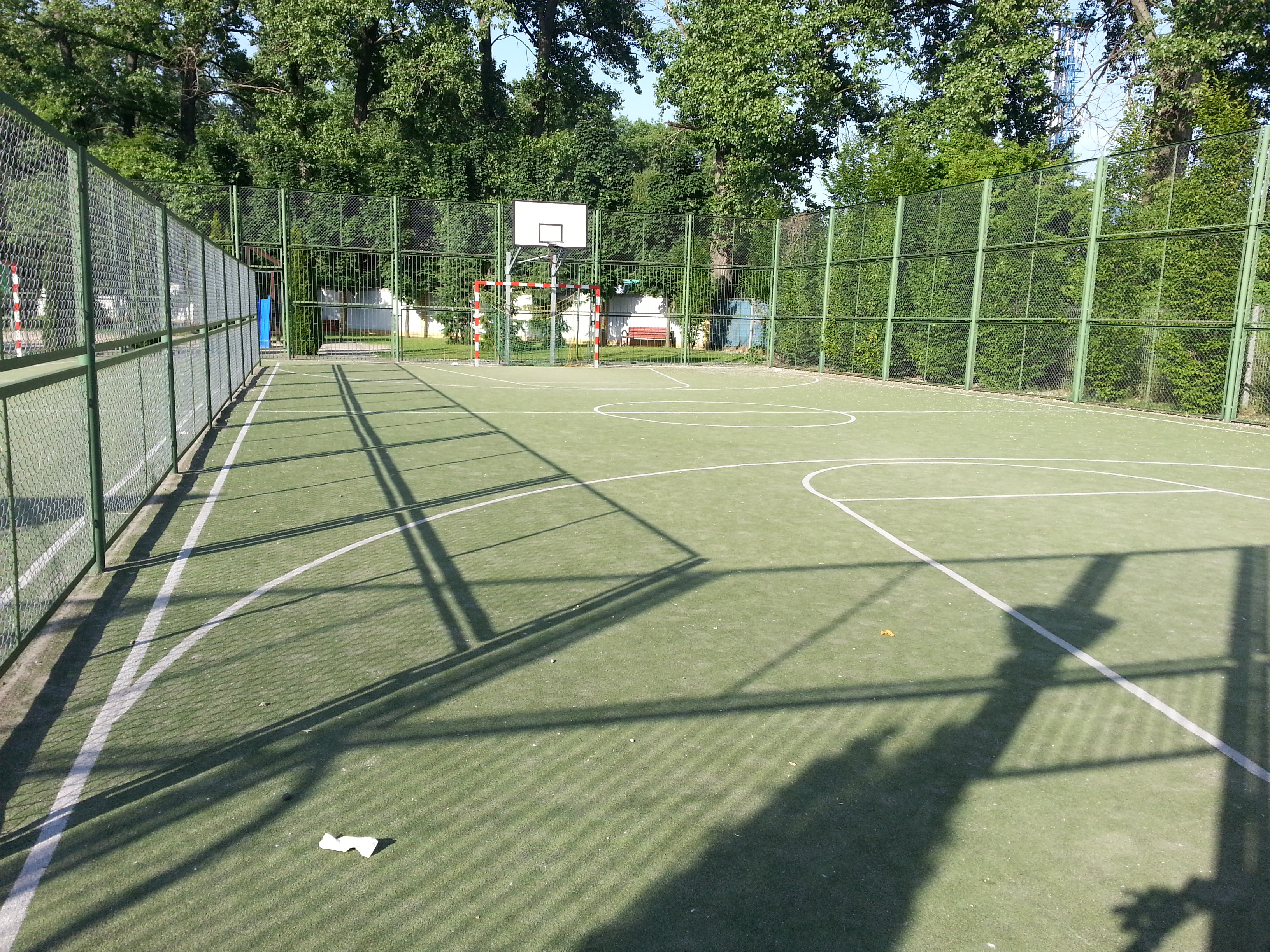
Boisko sportowe
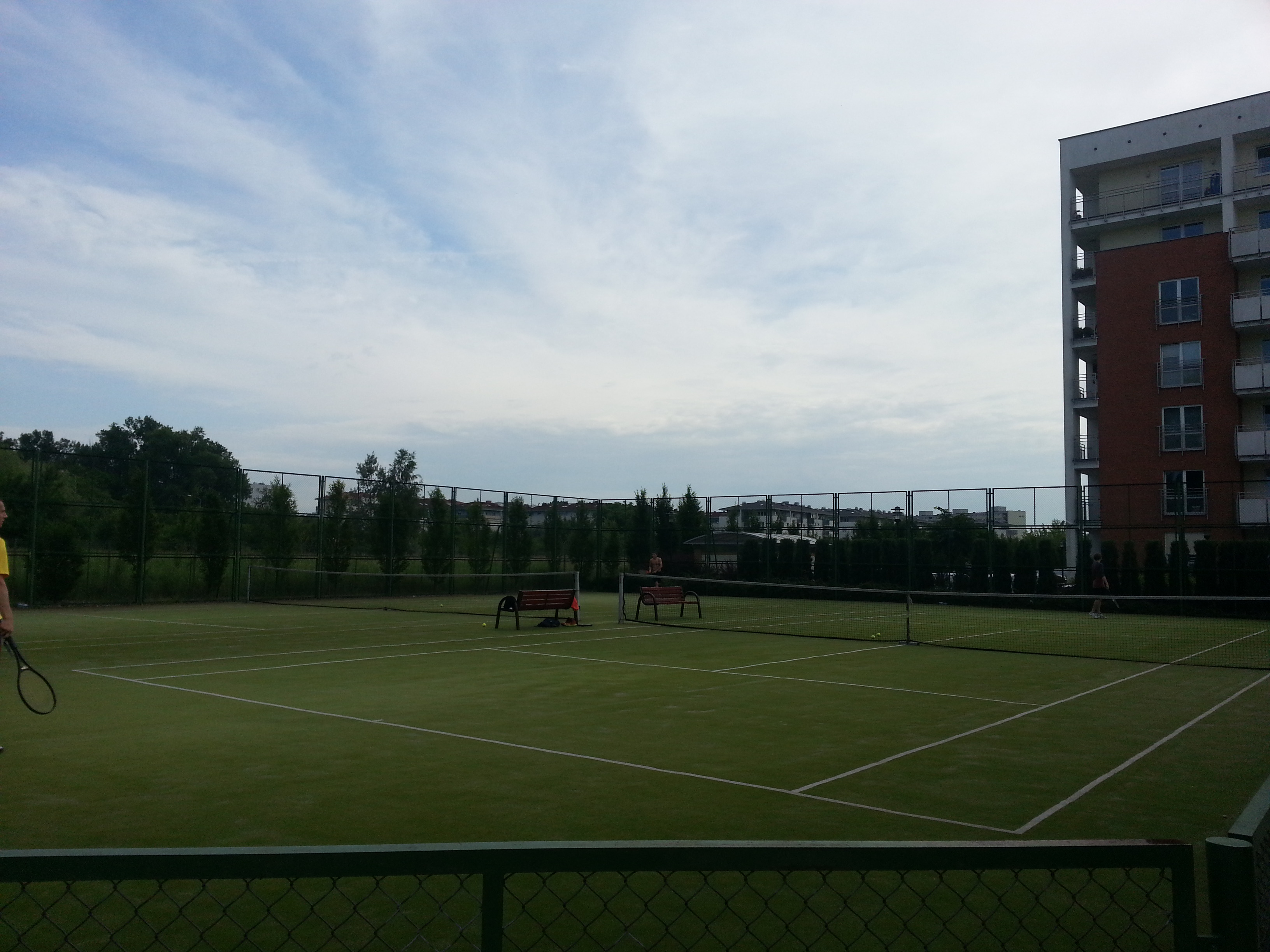
Kort tenisowy
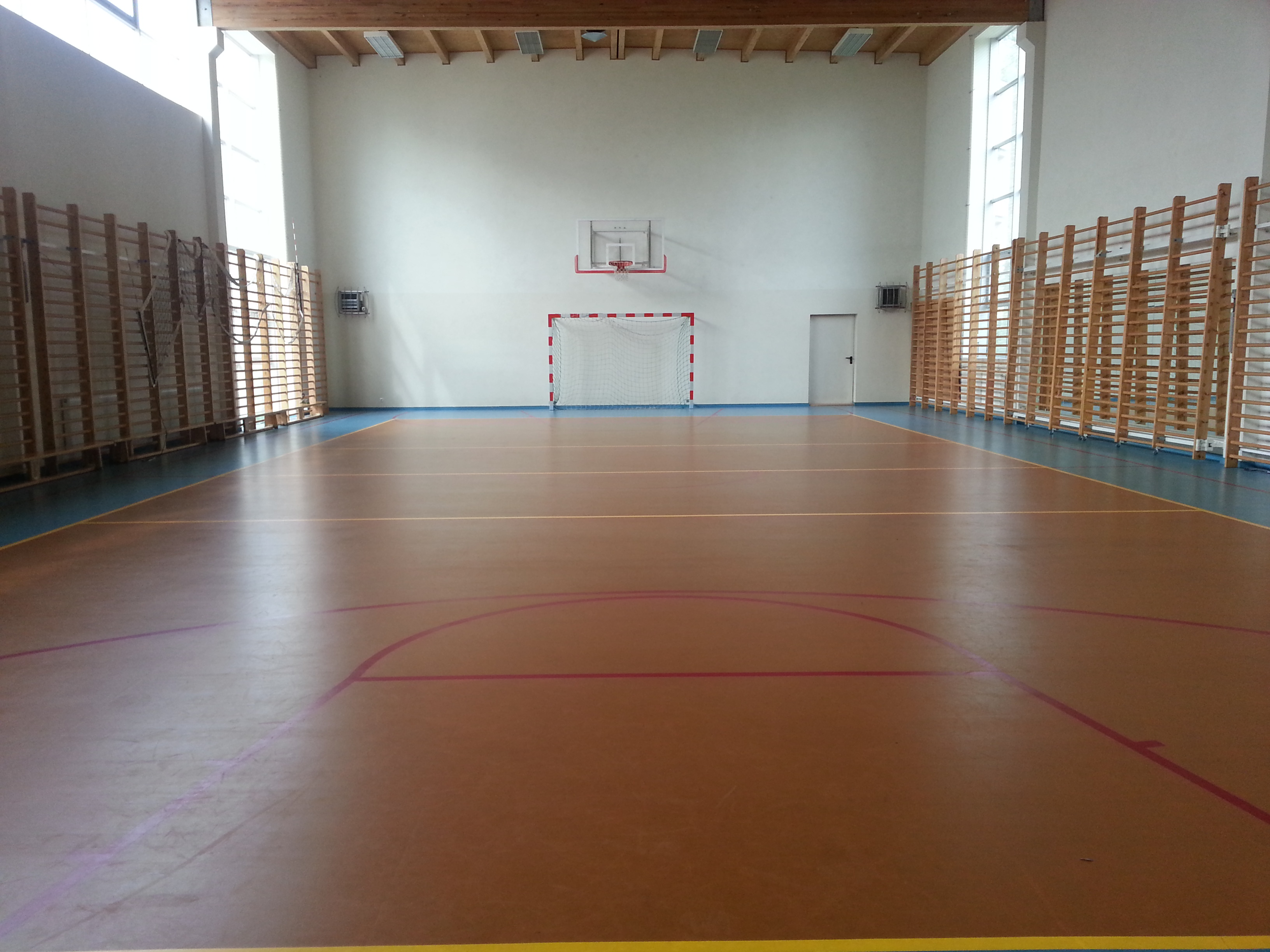
Sala gimnastyczna
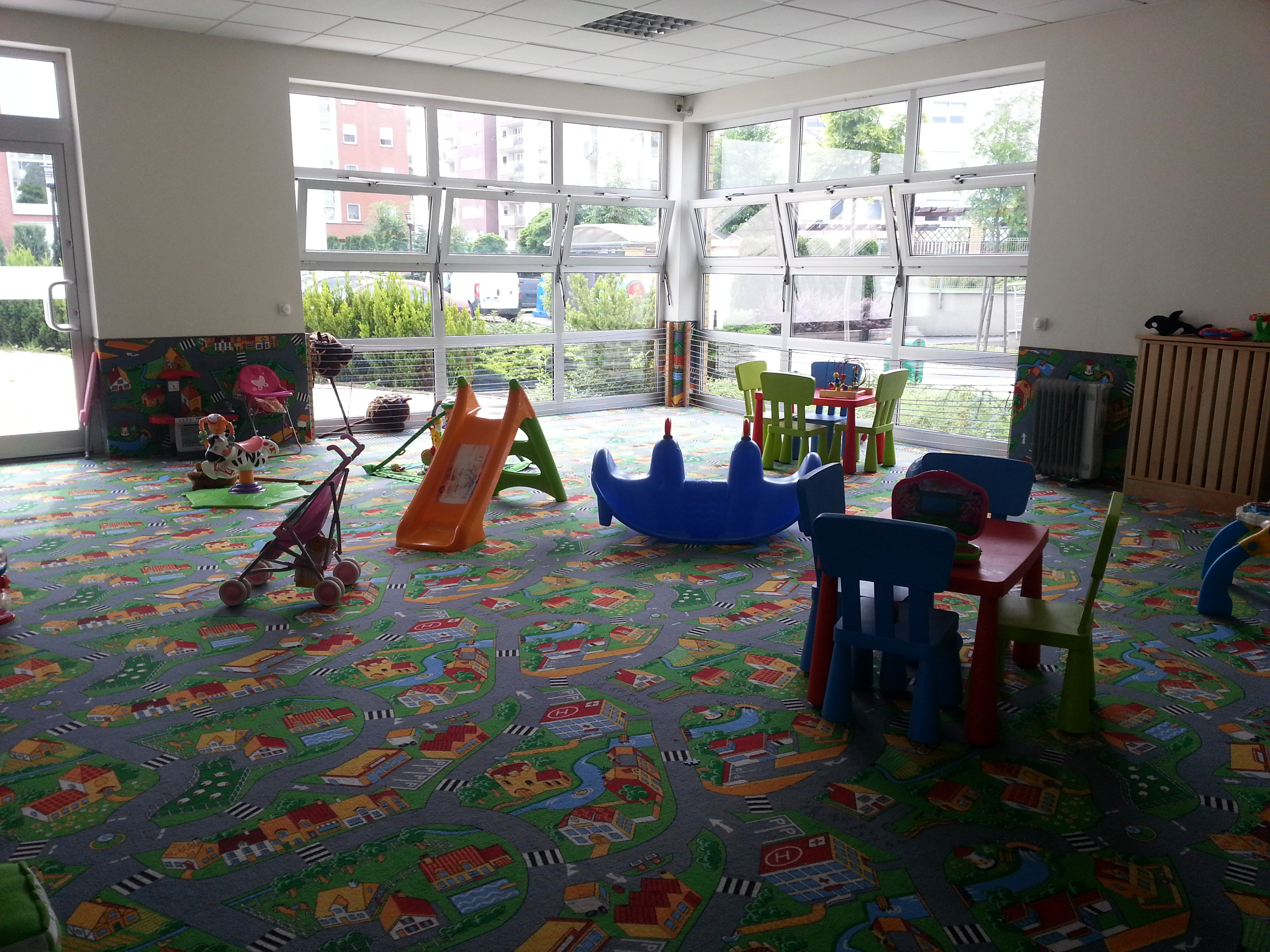
Plac zabaw
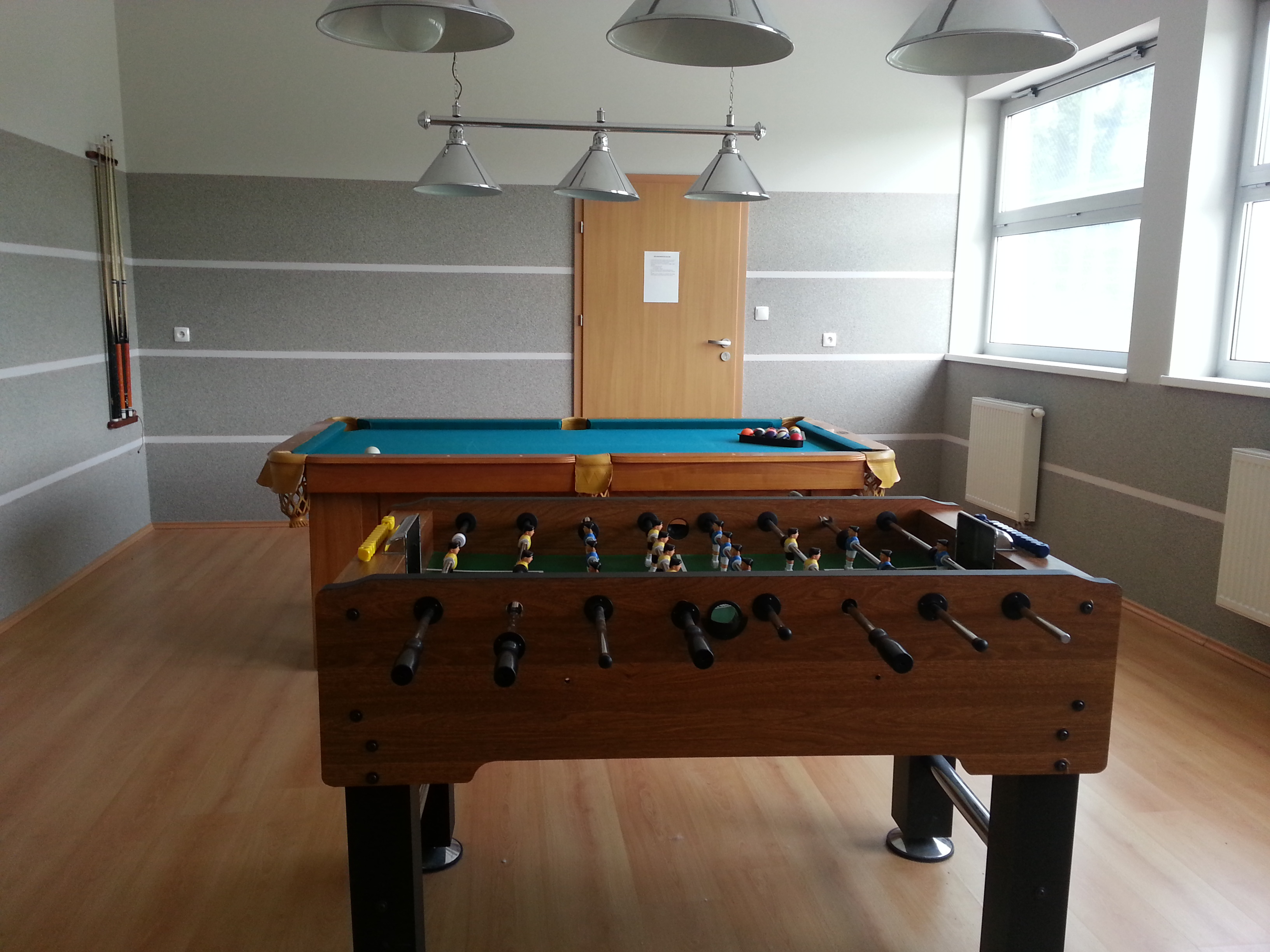
Stół bilardowy i piłkarzyki
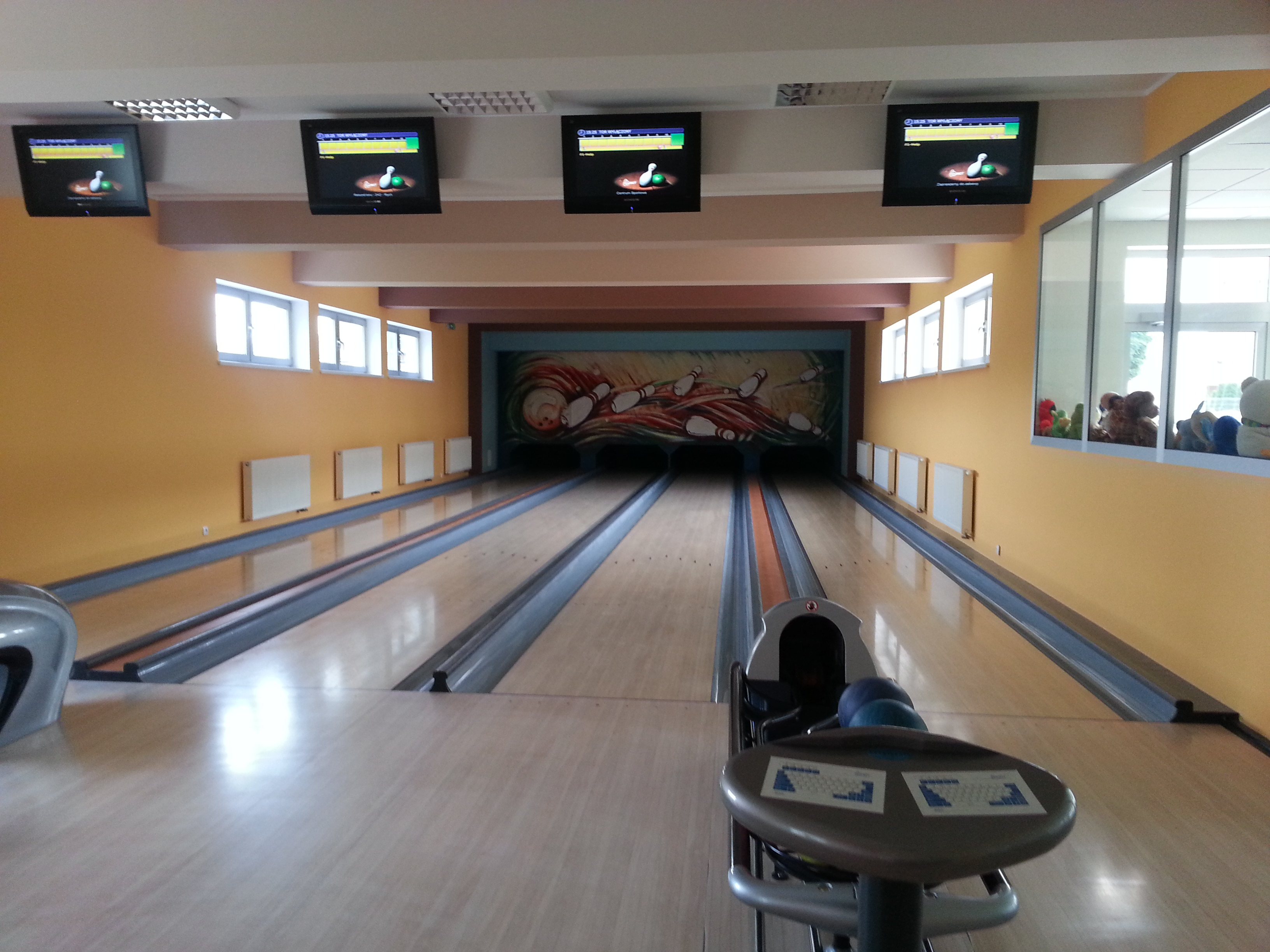
Kręgielnia

## Komunikacja

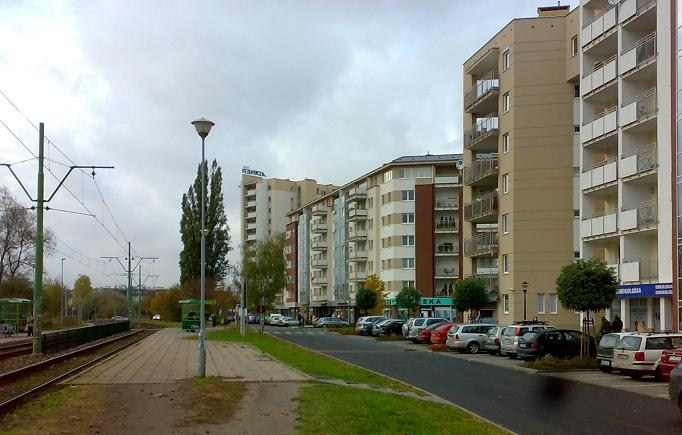
Osiedle Polanka – trasa tramwajowa tzw. Trasa Kórnicka z przystankiem Polanka i południowa część osiedla

Dojazd zapewniają tramwaje MPK Poznań – linie 3, 16, 17, 18 i linia nocna 201 (dawniej tylko przystanek Polanka, poprzednia nazwa: Agroma – po remoncie Trasy Kórnickiej został podzielony na dwa osobne – Polanka bliżej ul. Katowickiej i Łacina – niedaleko fabryki Malta Decor).